# Antonio Veic
Antonio Veić nacido el 18 de febrero de 1988, en Croacia es un tenista profesional.

## Carrera
Principalmente participa en el ámbito del circuito de la ATP Challenger Series.Su ranking más alto en la carrera ha sido el puesto 119, alcanzado el 14 de mayo de 2012. El 19 de noviembre de 2012 logró su ranking más alto en dobles alcanzando el puesto Nº 120.
Ha ganado hasta el momento 8 torneos de la categoría ATP Challenger Series, uno de ellos en individuales y los siete restantes en la modalidad de dobles. Así como también varios títulos futures en individuales y en dobles.

### Copa Davis
Desde el año 2010 es participante del Equipo de Copa Davis de Croacia. Tiene en esta competición un récord total de partidos ganados/perdidos de 1/2 (1/2 en individuales y 0/0 en dobles).

## Títulos; 8 (1 + 7)
| Leyenda                     | Individuales | Dobles |
| --------------------------- | ------------ | ------ |
| Grand Slam                  | 0            | 0      |
| ATP World Tour Finals       | 0            | 0      |
| ATP World Tour Másters 1000 | 0            | 0      |
| ATP World Tour 500 Series   | 0            | 0      |
| ATP World Tour 250 Series   | 0            | 0      |
| ATP Challenger Series       | 1            | 7      |

### Individuales
| N.º | Fecha      | Torneo                       | Superficie    | Rival           | Resultado             |
| --- | ---------- | ---------------------------- | ------------- | --------------- | --------------------- |
| 1.  | 15.04.2012 | Challenger de Santa Catarina | Tierra batida | Paul Capdeville | 3–6, 6–4, 5–2, retiro |

### Dobles
| No. | Fecha      | Torneo                      | Superficie    | Pareja        | Rivales                              | Resultado           |
| --- | ---------- | --------------------------- | ------------- | ------------- | ------------------------------------ | ------------------- |
| 1.  | 02.10.2011 | Challenger de Nápoles-2     | Tierra batida | Yuri Schukin  | Hsieh Cheng-peng Lee Hsin-han        | 6–7(5), 7–5, [10–8] |
| 2.  | 04.03.2012 | Challenger de Florianópolis | Tierra batida | Blaž Kavčič   | Javier Martí Leonardo Tavares        | 6-3, 6-3            |
| 3.  | 10.06.2012 | Challenger de Caltanissetta | Tierra batida | Marcel Felder | Daniel Gimeno-Traver Iván Navarro    | 5-7, 7-6(5), [10-6] |
| 4.  | 08.07.2012 | Challenger de Arad (1)      | Tierra batida | Nikola Mektić | Marin Draganja Dino Marcan           | 7-6(5), 4-6, [10-3] |
| 5.  | 08.07.2012 | Challenger de Montevideo    | Tierra batida | Nikola Mektić | Blaž Kavčič Franko Škugor            | 6–3, 5–7, [10–7]    |
| 6.  | 08.06.2013 | Challenger de Arad (2)      | Tierra batida | Franko Škugor | Facundo Bagnis Júlio César Campozano | 7-6(5), 4-6, [11-9] |
| 7.  | 07.06.2014 | Challenger de Arad (3)      | tierra batida | Franko Škugor | Radu Albot Artem Sitak               | 6-4, 7-63           |